# Мануил Адрианопольский
Мануи́л (ср.-греч. Μανουήλ; ранее 787—815) — казнённый болгарами епископ византийского города Адрианополь; почитаемый в Православной церкви священномученик: день памяти — 22 января (4 февраля).

## Биография
Мануил известен из нескольких раннесредневековых исторических источников: трудов Продолжателя Феофана и Иоанна Скилицы, «Синаксаря Константинопольской церкви», «Минология» византийского императора Василия II Болгаробойцы, минеи Иосифа Песнописца и других агиографических сочинений.
О происхождении и ранних годах жизни Мануила сведений не сохранилось. Первое упоминание о нём относится к 787 году, когда он уже был главой Адрианопольской митрополии. Так как Мануилу как главе митрополии подчинялись несколько глав других епархий, в некоторых источниках он наделяется архиепископским саном. Однако в современных ему документах и трудах средневековых авторов он упоминается только как епископ. Не установлено, когда Мануил взошёл на кафедру. Предшествовавшим ему главой Адрианопольской митрополии был Иосиф, последующим — Григорий, о которых кроме имён ничего не известно.
Согласно актам Второго Никейского собора, осенью 787 года Мануил участвовал в этом синоде, состоявшем из 367 епископов (в основном, из восточно-христианских епархий) и папских легатов. Всего он присутствовал на восьми заседаниях собора. На втором из них Мануил высказался в пользу поклонения иконам в той форме, какая была сформулирована в послании папы римского Адриана I, и осудил иконоборчество. На четвёртом заседании епископ Адрианополя подписал документ с цитатами из трудов Отцов Церкви в поддержку иконопочинания, а на седьмом заседании заверил подписью принятый собором Символ веры.
Следующее упоминание о Мануиле в византийских источниках датировано 813 годом. Тогда он вместе с другим жителями Адрианополя (включая ещё малолетнего будущего императора Василия I Македонянина вместе с его родителями) был после захвата города болгарами уведён в плен. В находящемся в труде Продолжателя Феофана жизнеописании Василия Македонянина утверждается, что в Болгарии Мануил и его товарищи по несчастью «обратили к истинной христовой вере многих болгар (этот народ ещё не был обращен к благочестию) и повсюду сеяли семена христианского учения, отвращая скифов от варварских заблуждений и приводя их к свету богопознания».
По свидетельству византийских авторов, вскоре после скоропостижной смерти хана Крума 13 апреля 814 года власть над болгарами получил правитель, люто ненавидевший византийцев за их христианскую веру. Кто был этот властитель — Диценг или Омуртаг — точно неизвестно: на них обоих византийцы возлагали ответственность за преследования христиан, в том числе, обвиняя их в одних и тех же злодеяниях. Современные историки в значительной части склонны считать, что организатором репрессий против пленных византийцев был Диценг. В «Синаксаре Константинопольской церкви» и других агиографических источниках сообщается, что в начале 815 года правитель болгар Диценг приказал находившимся в плену христианам есть мясо в Великий пост, угрожая ослушникам казнями. Большинство византийцев для сохранения жизни были вынуждены нарушить каноны своей религии. Однако группа из нескольких сотен христиан во главе с Мануилом отказалась выполнить повеление болгарского правителя. За это все они были жестоко казнены: только одновременно с Мануилом были преданы смерти 377 византийцев. Димитрий Ростовский так описывал мученическую кончину епископа: «Диценг, властитель грозный и бесчеловечный … приказал распилить надвое епископа адрианопольского Мануила и отрубить у плеч руки святителя, после чего священные его останки брошены были на съедение псам». В трудах же Продолжателя Феофана и Иоанна Скилицы утверждается, что ханом тогда был уже Омуртаг и что причиной казней стала христианизация Мануилом Адрианопольским и его сподвижниками живших поблизости от мест их заключения болгар и славян.
Позднее погибшие вместе с Мануилом, а также многие другие казнённые болгарами в 813—815 годах византийские христиане, были причислены к лику мучеников, а адрианопольский епископ и несколько других священников — к лику священномучеников. Все они в средневековье соборно поминались в Константинопольском патриархате 22 и 23 января. В настоящее время день памяти Мануила и с ним пострадавших отмечается в Православной церкви 22 января (4 февраля).

## Комментарии
1. ↑  В «Минологии Василия II»[5] ошибочно утверждается, что Мануил и многие адрианопольцы были убиты вскоре после взятия города по приказу болгарина Цока[6][7].
2. ↑  По утверждению С. Рансимена, по приказу Диценга у Мануила Адрианопольского только были изувечены руки, а казнён он был уже по повелению хана Омуртага[17].